# 대체 현실 게임
대체 현실 게임(Alternate Reality Game)이란 가상의 사건이 현실에서 있어났다는 가정하에 네티즌들이 사건을 해결하는 게임을 말한다.
하버드 비즈니스 리뷰가 선정한 'breakthrough ideas for 2008'에서 world without oil을 운영하고 있는 대체 현실 게임 디자이너 Jane Mcgonigal은 대체 현실 게임이 향후 비즈니스 현실에 적용되고, 기업의 리더들은 이를 고객들을 활용한 신상품의 개발이나, 기업의 시장 조사, 기업의 주요 의사 결정을 위한 시뮬레이션의 발전된 형태로 활용될 것이라고 전망하고 있다.

## 같이 보기
- 메타버스
- 트랜스미디어 스토리텔링
- 핍진성